# Алесси, Джозеф
Джо́зеф Але́сси (англ. Joseph Alessi; род. 1959, Детройт) ― американский тромбонист и музыкальный педагог, солист Нью-Йоркского филармонического оркестра и преподаватель Джульярдской школы.

## Биография
Джозеф Алесси родился в Детройте, но вырос и начал учиться музыке в Калифорнии. Его первым педагогом стал его отец — профессиональный трубач.  Его младший брат Ральф Алесси - джазовый трубач.  В возрасте 16 лет он начал играть в оркестре балета Сан-Франциско. С 1976 по 1980 год Алесси учился в Кёртисовском институте музыки в Филадельфии. Во время учёбы он четыре года проработал вторым тромбонистом Филадельфийского оркестра. После этого, проведя год на должности первого тромбониста Монреальского симфонического оркестра, в 1985 году Джозеф Алесси стал солистом-концетмейстером группы тромбонов Нью-Йоркского филармонического оркестра. Годом позже он начал преподавать в нью-йоркской Джульярдской школе. Помимо работы в оркестре и педагогической деятельности Джозеф Алесси регулярно выступает как солист. С 1990 года он даёт концерты в сопровождении Нью-Йоркского филармонического оркестра. Он записал более десяти компакт-дисков как солист и в составе камерных ансамблей. Игра Джозефа Алесси часто отличается утонченной музыкальностью, особенно богатым качеством звука и "техничным" исполнением. Музыка, которую он выбирает для исполнения, - это в основном романтическая и современная (но в основном тональная) музыка, а также джаз .